# Povijest Kanade
Povijest Kanade pokriva razdoblje od dolaska Paleoindijanaca u Sjevernu Ameriku prije više tisuća godina do danas. Područje koje obuhvaća današnja Kanada bilo je tisućljećima naseljeno domorodačkim narodima, s različitim trgovačkim mrežama, duhovnim uvjerenjima i stilovima društvene organizacije. Neke od tih starijih civilizacija već su odavno nestale u vrijeme dolaska prvih Europljana i otkrivene su arheološkim istraživanjima.
Od kasnog 15. stoljeća, francuske i britanske ekspedicije istraživale su, kolonizirale i borile se za razna mjesta u Sjevernoj Americi na području današnje Kanade. Kolonija Nova Francuska bila je u planu 1534. sa stalnim naseljima koja su započela postojati 1608. Francuska je ustupila gotovo sve svoje sjevernoameričke posjede Ujedinjenom Kraljevstvu 1763. godine prema Pariškom sporazumu nakon Sedmogodišnjeg rata. Sadašnja britanska provincija Quebec podijeljena je na Gornju i Donju Kanadu 1791. godine. Dvije su provincije ujedinjene kao Provincija Kanada Aktom o uniji iz 1840. godine, koji je stupio na snagu 1841. godine. Godine 1867., Provincija Kanada je spojena s druge dvije britanske kolonije Novi Brunswick i Nova Scotia kroz Konfederaciju, tvoreći samoupravni entitet. "Kanada" je usvojena kao pravni naziv nove zemlje, a riječ "Dominion" dodijeljena je kao naziv zemlje. Tijekom sljedeće osamdeset i dvije godine Kanada se proširila uključivanjem drugih dijelova Britanske Sjeverne Amerike, završivši s Newfoundlandom i Labradorom 1949.
Iako je odgovorna vlada postojala u britanskoj Sjevernoj Americi od 1848., Britanija je nastavila određivati svoju vanjsku i obrambenu politiku sve do kraja Prvog svjetskog rata. Balfourova deklaracija iz 1926., Carska konferencija iz 1930. i donošenje Westminsterskog statuta 1931. priznali su da je Kanada postala ravnopravna s Ujedinjenim Kraljevstvom. Patriacija Ustava 1982. označila je uklanjanje pravne ovisnosti o britanskom parlamentu. Kanada se trenutno sastoji od deset provincija i tri teritorija te je parlamentarna demokracija i ustavna monarhija.
Stoljećima su se elementi starosjedilačkih, francuskih, britanskih i novijih imigrantskih običaja kombinirali u kanadsku kulturu koja je također bila pod snažnim utjecajem svog jezičnog, geografskog i gospodarskog susjeda, Sjedinjenih Država. Od završetka Drugog svjetskog rata, Kanađani su podržavali multilateralizam u inozemstvu i socioekonomski razvoj.
Prvi Hrvati u Kanadi su, prema indicijama, bili su Ivan Malogrudić iz Senja i Marin Masalarda i Dubrovnika. Oni su bili članovi francuske ekspedicije Jacquesa Cartiera i Jean-Françoisa de Robervala 1541. Prve hrvatske naseobine u Kanadi utemeljene su u British Columbiji tijekom polovice 19. stoljeća u potrazi za nalazištima zlata. Ti su Hrvati dolazili iz susjednog SAD-a, a izravno iz Hrvatske počeli su se doseljivati tijekom 1890-ih. Uglavnom su radili kao rudari te na gradnji željezničkih pruga.